# Tuula Väätäinen
Tuula Anneli Väätäinen, född Häkkinen 2 oktober 1955 i Maaninka, är en finländsk politiker (Socialdemokraterna). Hon har varit ledamot av Finlands riksdag 2003–2015 och på nytt sedan 2019.
Väätäinen gjorde comeback i riksdagsvalet 2019 med 3 984 röster från Savolax-Karelens valkrets. Hon omvaldes i riksdagsvalet 2023 med 4 412 röster.

## Utmärkelser
- Riddartecknet av I klass av Finlands Lejons orden[4]

[Redigera Wikidata]